# Biserica de lemn din Bolda

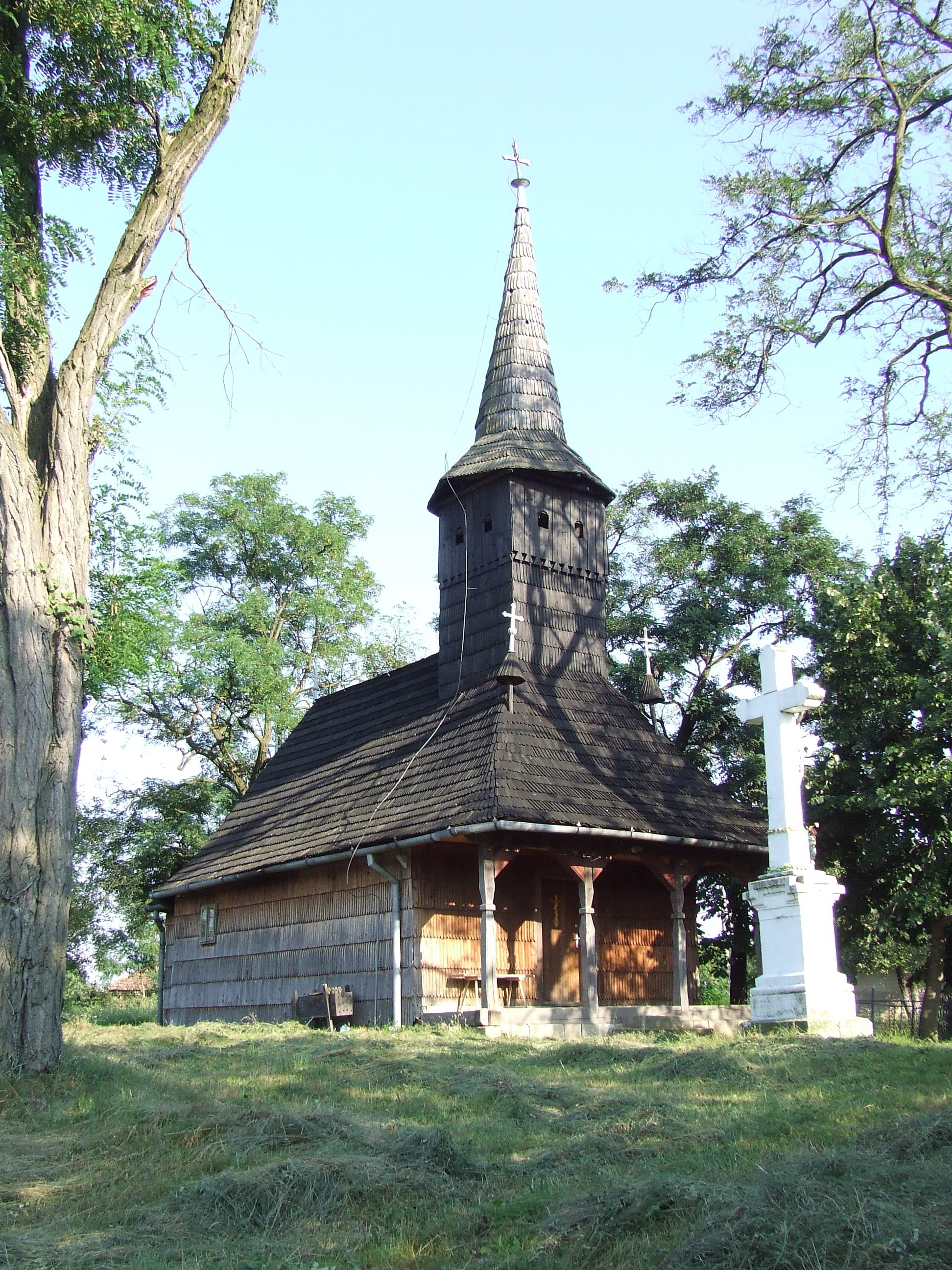
Biserica de lemn din Bolda, județul Satu Mare

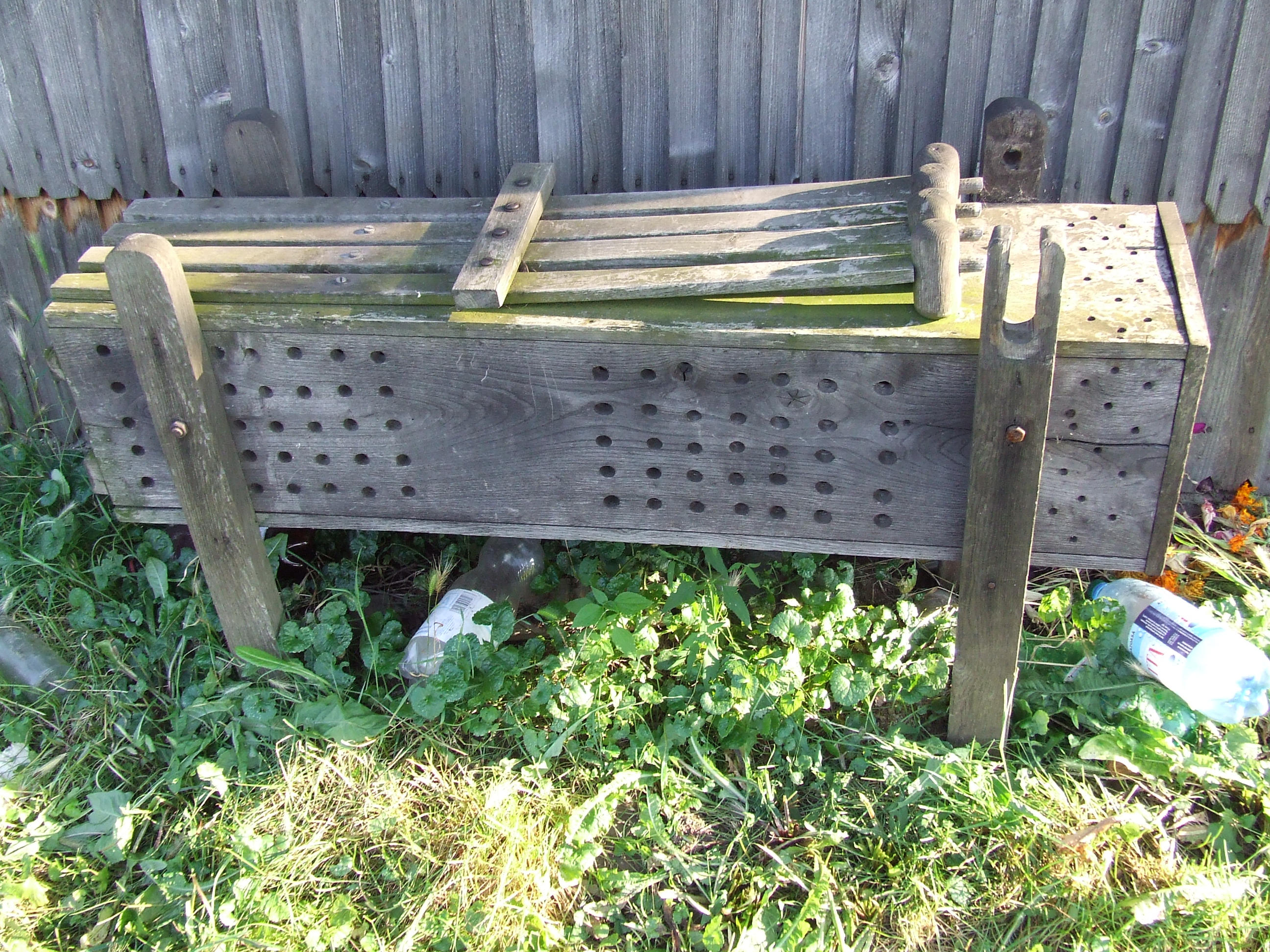
Toaca bisericii de lemn din Bolda, județul Satu Mare

Biserica de lemn din Bolda, comuna Beltiug, județul Satu Mare, datează din secolul al XVIII-lea. Are hramul „Adormirea Maicii Domnului”. Biserica se află pe noua listă a monumentelor istorice sub codul LMI:  SM-II-m-B-05270.

## Istoric
Biserica din Bolda datează de la sfârșitul secolului al XVIII-lea și a fost adusă aici în secolul al XIX-lea din satul vecin, Socond, mutarea bisericilor de lemn fiind o practică des întâlnită.

## Trăsături
Pe partea vestică a bisericii se află intrarea. Prispa are patru stâlpi de susținere și o piatră de moară sub partea de nord, slujind aceluiași scop. Din prispă se urcă în cafas și la cele două clopote. Deasupra galeriei clopotelor, cu câte două ferestre pe fiecare parte, se află coiful cu baza octogonală, iar din mijlocul acestuia se înalță fleșa. De-o parte și de alta a turnului se află două turnulețe mici pe marginile bisericii, spre apus. Turnul și acoperișul sunt învelite cu șindrilă, iar pereții, din bârne orizontale, sunt văruiți. Cele patru ferestre ale bisericii sunt plasate două în naos și două în absida altarului, absidă de formă hexagonală. Deosebită este masa sfântului altar, cu piciorul cioplit în bardă și cu o bază decorată cu motivul funiei și linii orizontale. Pictura iconostasului, bine păstrată, este executată în manieră bizantină tradițională, datând din secolul al XVIII-lea. Ușile împărătești, mai noi, sunt pictate în maniera apuseană de la începutul secolului trecut și ni-i înfățișează pe arhanghelii Mihail și Gavril, sărbătoarea acestora fiind, probabil, fostul hram al bisericii. În mijlocul bolții cilindrice se află un policandru din lemn sculptat care poate fi urcat sau coborât cu ajutorul unui scripete. Biserica a avut câteva cărți vechi de cult și icoane pe sticlă de la Nicula, dintre care se mai păstrează două: „Maica Domnului cu Pruncul în brațe”, încadrată într-un chenar cu motive vegetale, și „Sfânta Treime”. Există, de asemenea, aici două cruci de binecuvântare de la sfârșitul secolului al XVIII-lea. Toaca mecanică este încă una din mândriile bisericii, care are însă nevoie de restaurare pentru a nu se pierde această fărâmă de simplitate și credință...

## Imagini

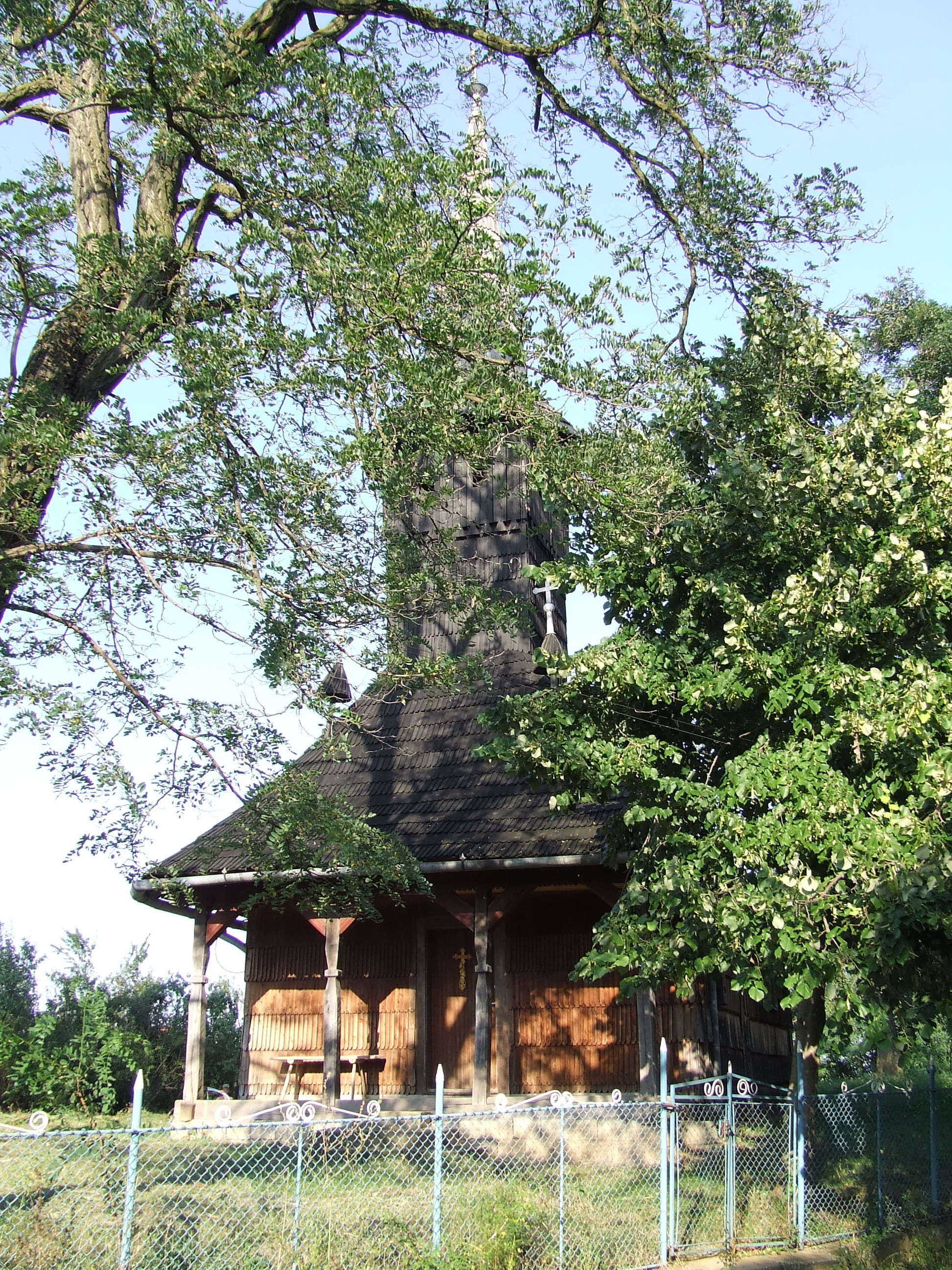
Prispa bisericii, vedere din sud-vest
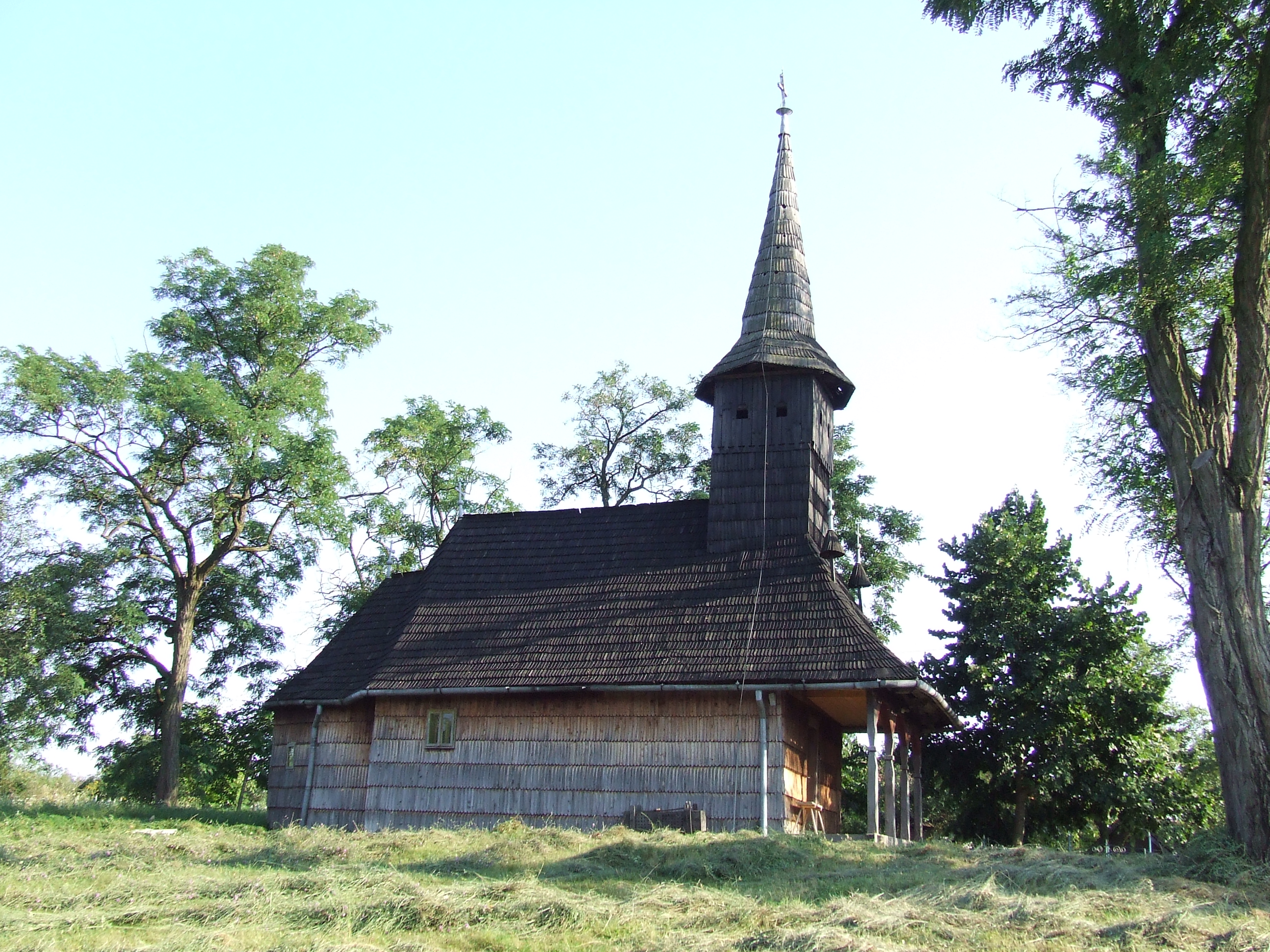
Vedere de ansamblu din nord
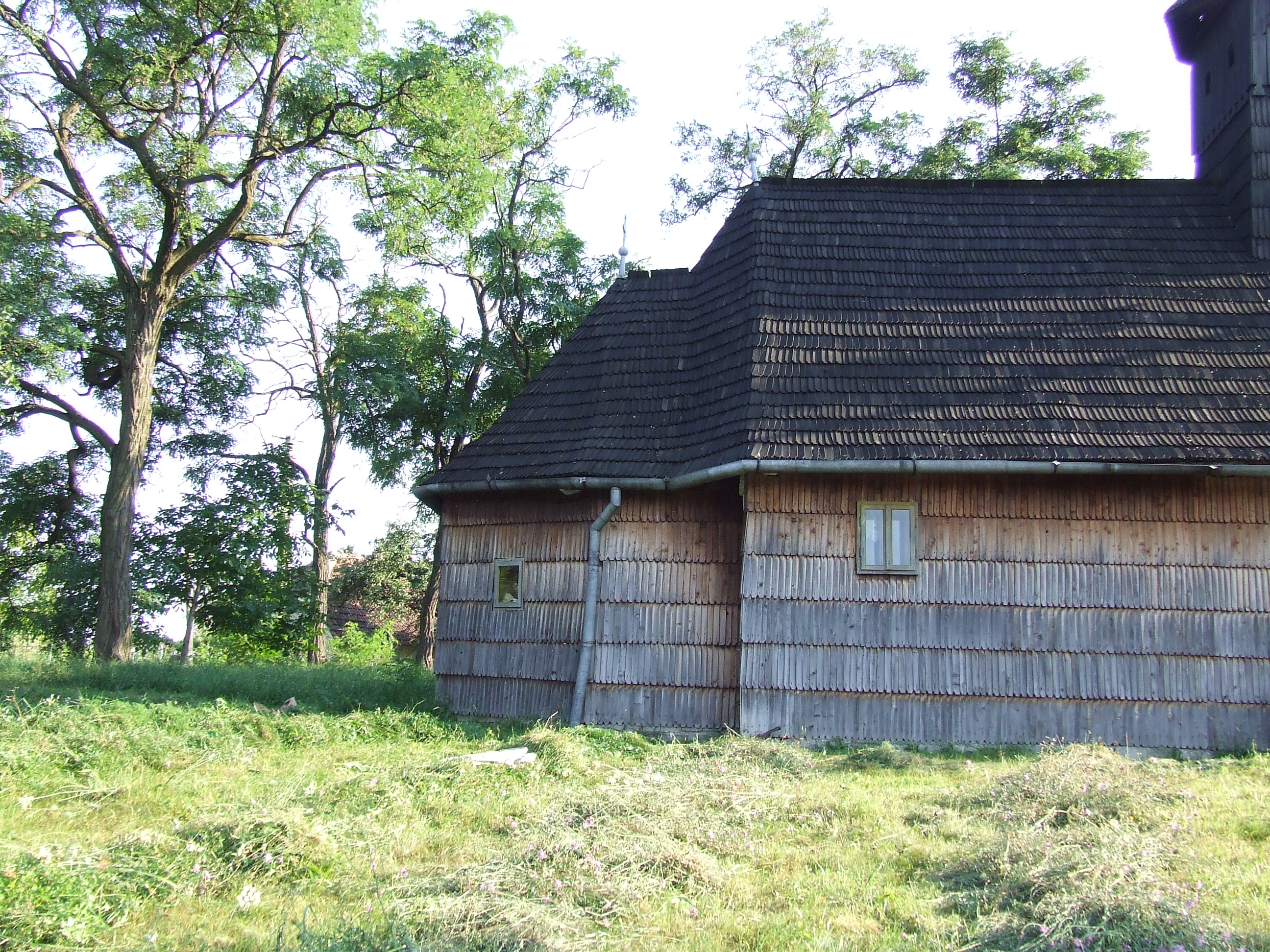
Absida altarului I
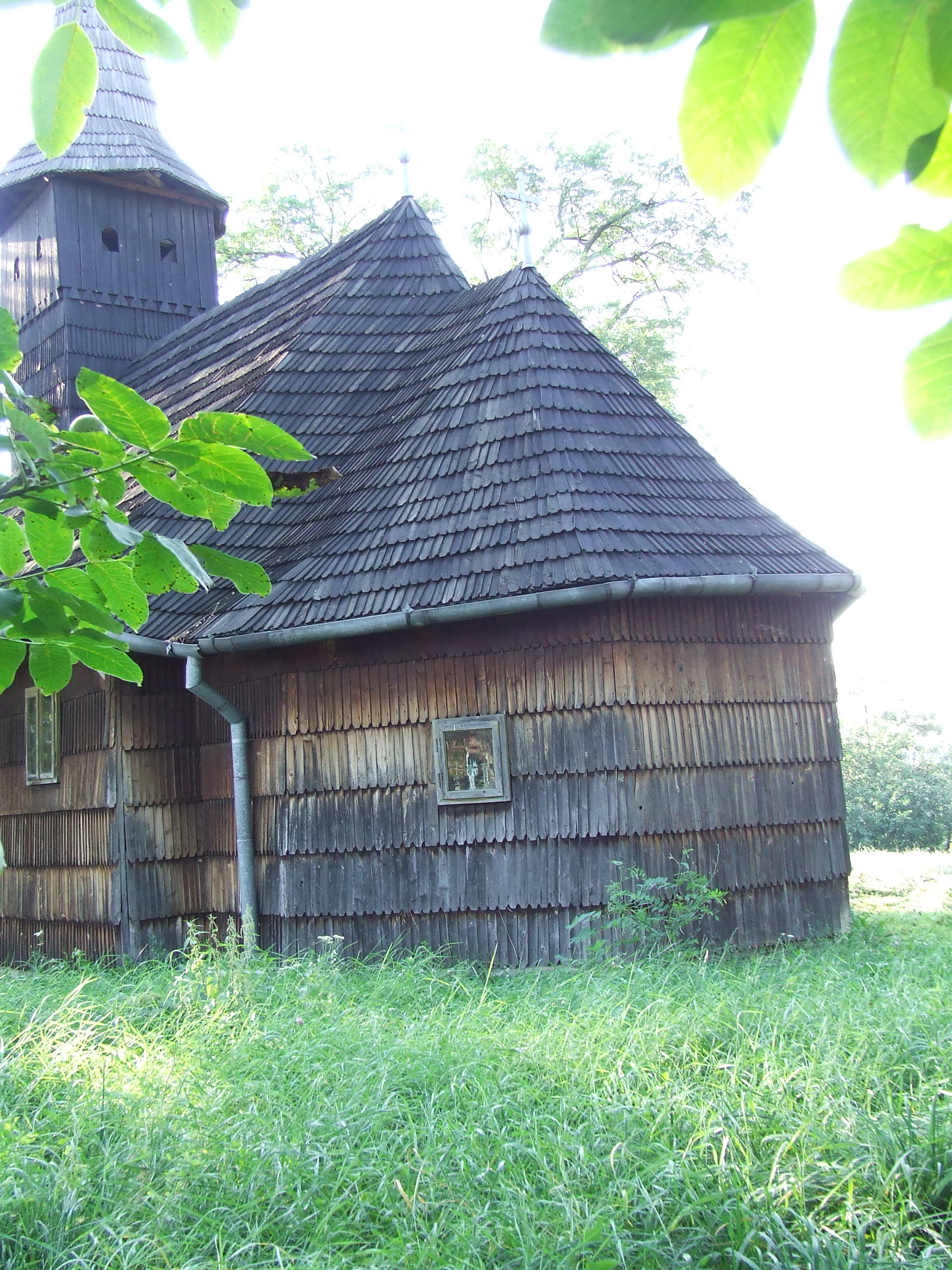
Absida altarului II
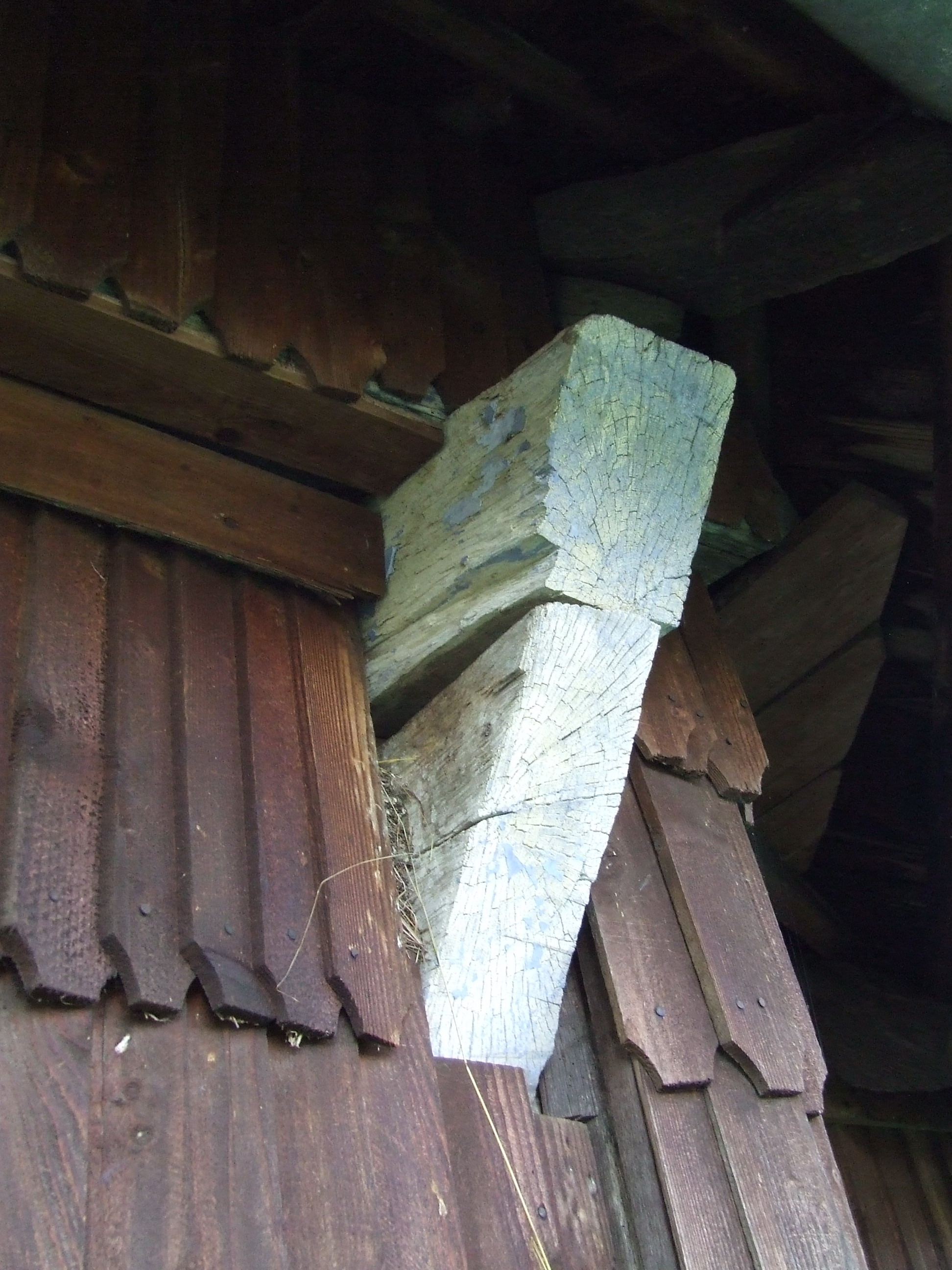
Detaliu constructiv
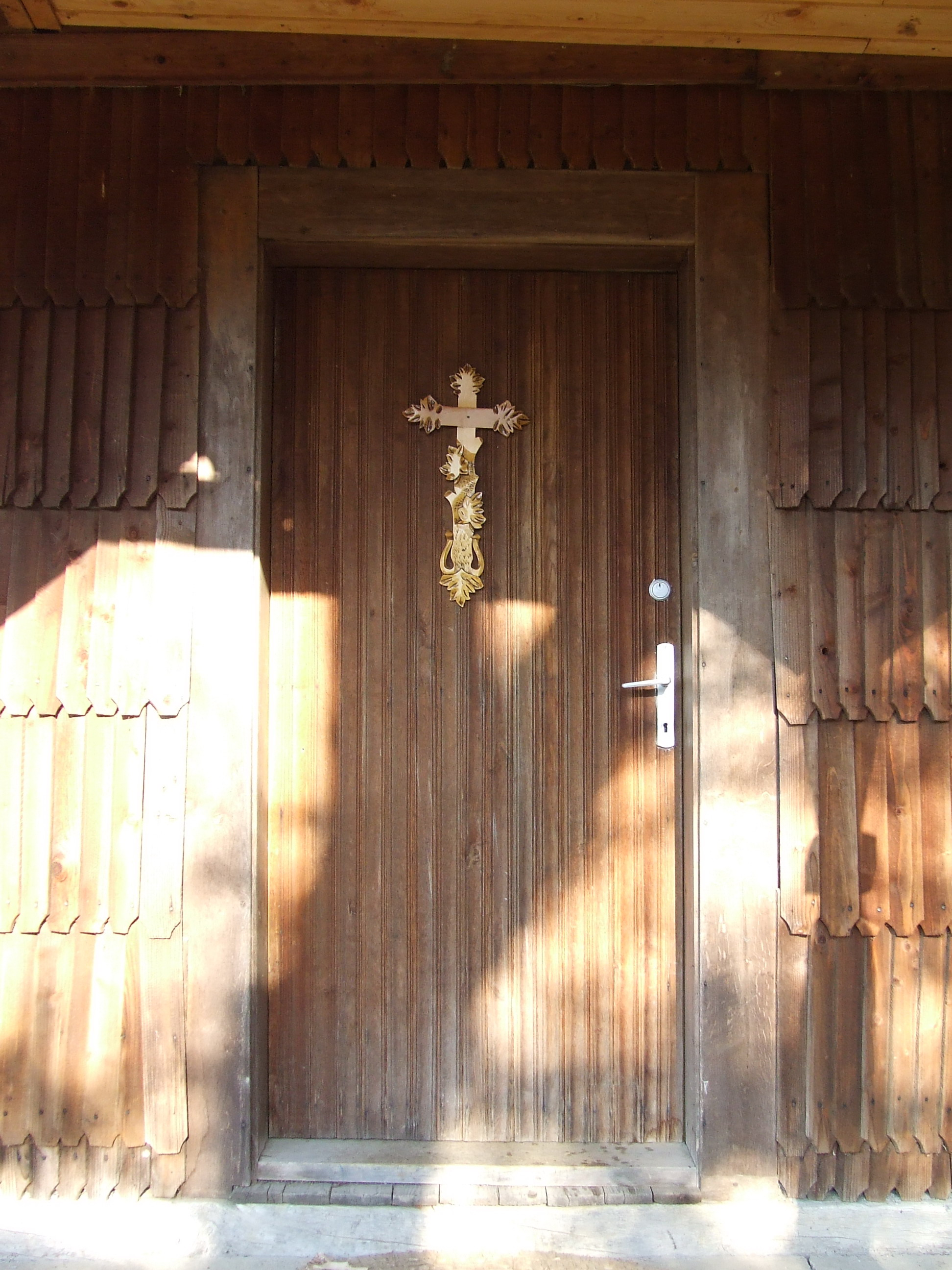
Ușa bisericii
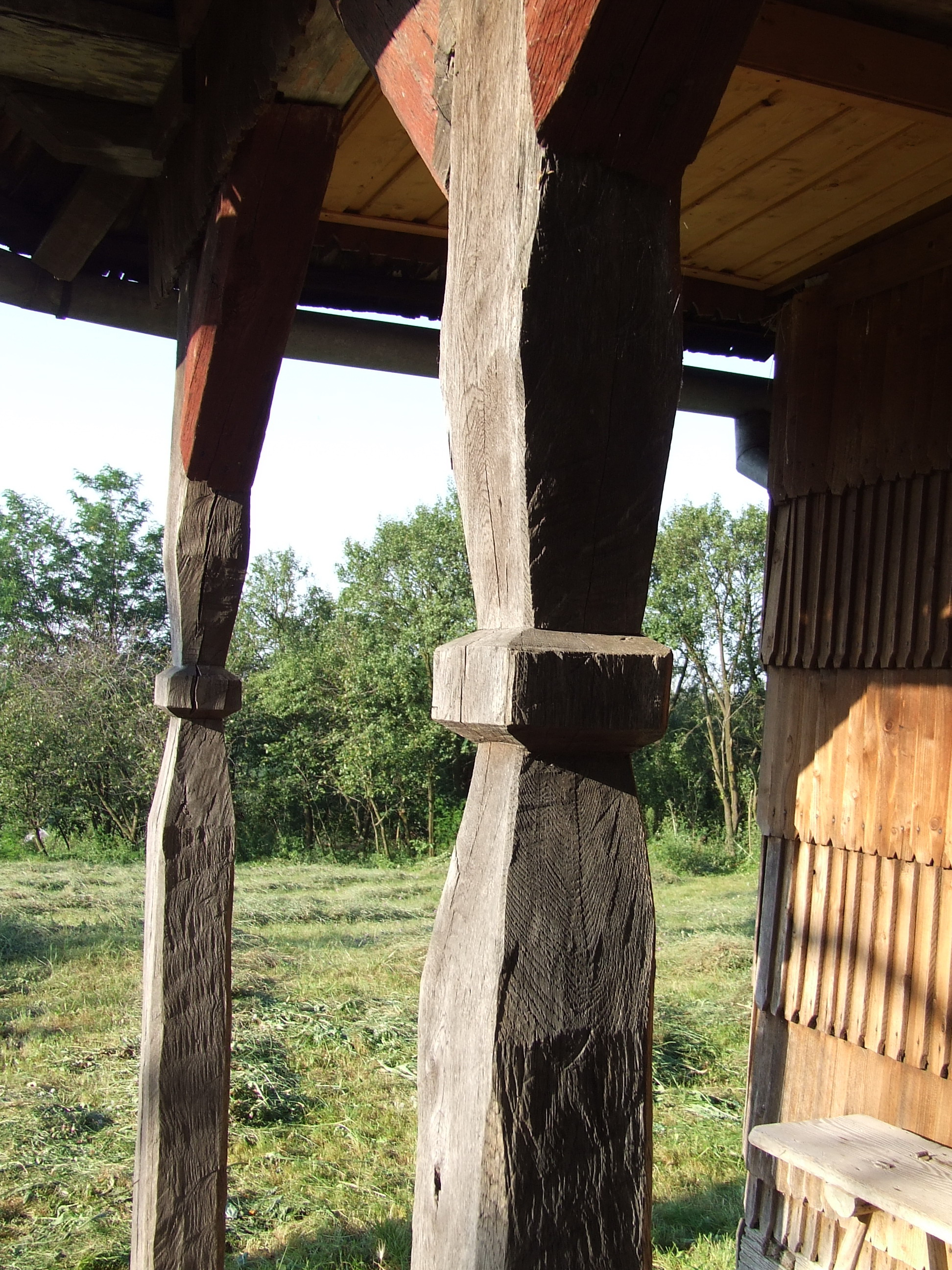
Stâlpii prispei
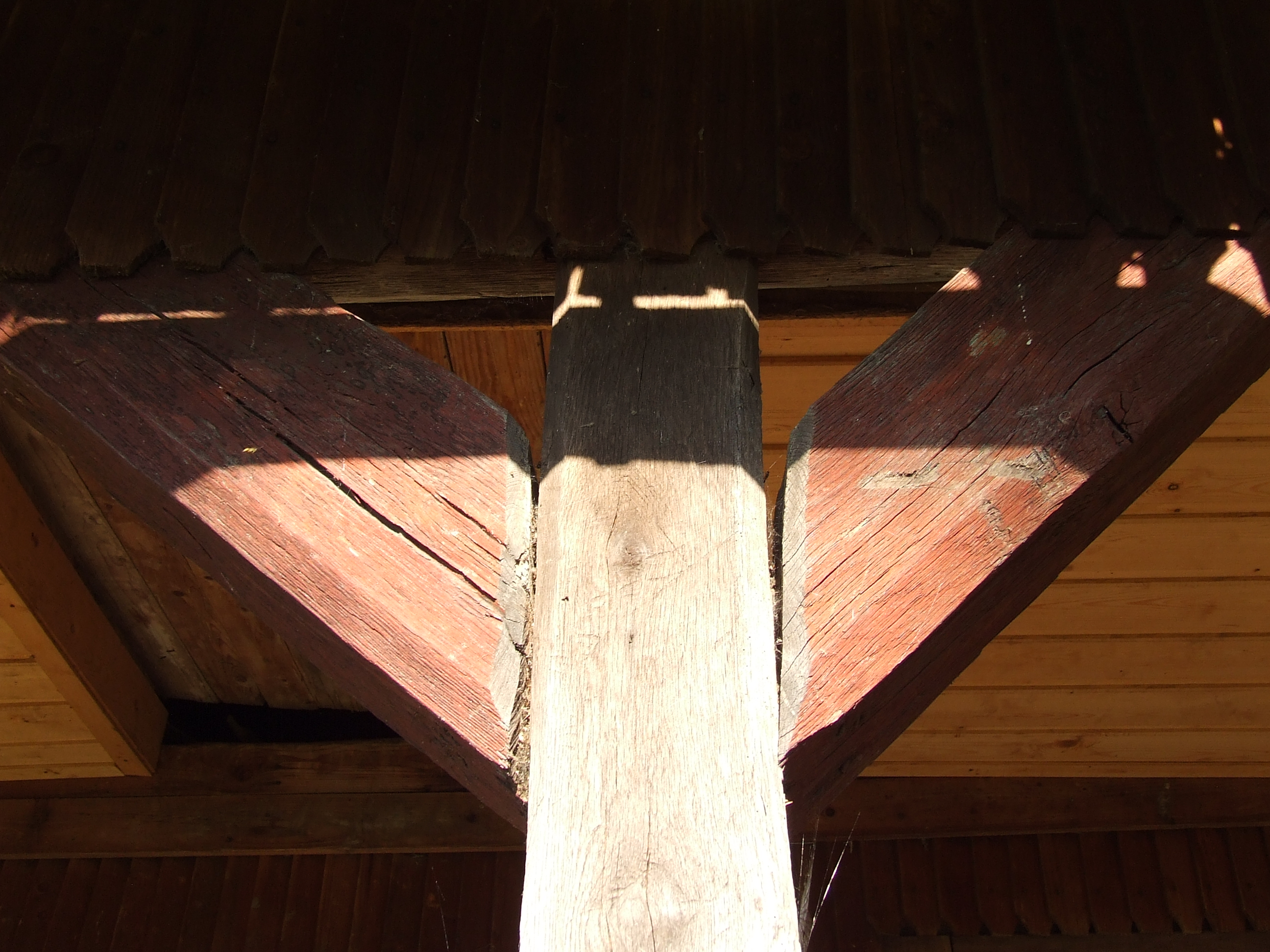
Detaliu stâlp